# Bouxières-sous-Froidmont
Bouxières-sous-Froidmont è un comune francese di 273 abitanti situato nel dipartimento della Meurthe e Mosella nella regione del Grand Est.

## Società

### Evoluzione demografica
Abitanti censiti